# Cantón de Boulogne-sur-Gesse
El cantón de Boulogne-sur-Gesse era una división administrativa francesa que estaba situada en el departamento de Alto Garona y la región de Mediodía-Pirineos.

## Composición
El cantón estaba formado por veinticuatro comunas:
- Blajan
- Boulogne-sur-Gesse
- Cardeilhac
- Castéra-Vignoles
- Charlas
- Ciadoux
- Escanecrabe
- Gensac-de-Boulogne
- Larroque
- Lespugue
- Lunax
- Mondilhan
- Montgaillard-sur-Save
- Montmaurin
- Nénigan
- Nizan-Gesse
- Péguilhan
- Saint-Ferréol-de-Comminges
- Saint-Lary-Boujean
- Saint-Loup-en-Comminges
- Saint-Pé-Delbosc
- Saman
- Sarrecave
- Sarremezan

## Supresión del cantón de Boulogne-sur-Gesse
En aplicación del Decreto n.º 2014-152 de 13 de febrero de 2014, el cantón de Boulogne-sur-Gesse fue suprimido el 22 de marzo de 2015 y sus 24 comunas pasaron a formar parte del nuevo cantón de Saint-Gaudens.